# ボッティチーノ
ボッティチーノ（イタリア語: Botticino）は、イタリア共和国ロンバルディア州ブレシア県にある、人口約11,000人の基礎自治体（コムーネ）。

## 地理

### 位置・広がり

#### 隣接コムーネ
隣接するコムーネは以下の通り。
- ブレシア
- ナーヴェ
- ヌヴォレーラ
- レッツァート
- セルレ

### 地震分類
イタリアの地震リスク階級 (it) では、2 に分類される
。

## 行政

### 分離集落
ボッティチーノには、以下の分離集落（フラツィオーネ）がある。
- Botticino Mattina (sede comunale), Botticino Sera, San Gallo